# Serjania trifoliata
Serjania trifoliata är en kinesträdsväxtart som beskrevs av Ludwig Radlkofer. Serjania trifoliata ingår i släktet Serjania och familjen kinesträdsväxter. Inga underarter finns listade i Catalogue of Life.